# Cassis
Cassis település Franciaországban, Bouches-du-Rhône megyében. Lakosainak száma 6706 fő (2022. január 1.). Cassis Aubagne, Ceyreste, La Ciotat, Roquefort-la-Bédoule, Carnoux-en-Provence és Marseille községekkel határos.

## Népesség
A település népességének változása:
| Lakosok száma | 4852 | 6304 | 7967 | 7788 | 7446 | 7221 | 7149 | 6905 | 6782 | 6706 |
|               | 1968 | 1982 | 1990 | 2006 | 2013 | 2015 | 2017 | 2019 | 2020 | 2022 |